# Фор-Корнерс (Флорида)
Фор-Корнерс (англ. Four Corners) — переписна місцевість (CDP) в США, в округах Лейк, Полк і Осіола штату Флорида. Населення — 56 381 особа (2020).

## Географія
Фор-Корнерс розташований за координатами 28°20′18″ пн. ш. 81°38′37″ зх. д. / 28.33833° пн. ш. 81.64361° зх. д. (28.338425, -81.643619). За даними Бюро перепису населення США в 2010 році переписна місцевість мала площу 129,80 км², з яких 120,08 км² — суходіл та 9,72 км² — водойми.

## Демографія
Згідно з переписом 2010 року, у переписній місцевості мешкало 26 116 осіб у 9904 домогосподарствах у складі 6976 родин. Густота населення становила 201 особа/км². Було 26531 помешкання (204/км²).
Расовий склад населення:
| - 76,1 % — білих - 8,0 % — чорних або афроамериканців - 2,5 % — азіатів - 0,5 % — корінних американців - 0,1 % — вихідців з тихоокеанських островів - 9,2 % — осіб інших рас |

До двох чи більше рас належало 3,5 %. Частка іспаномовних становила 30,1 % від усіх жителів.
За віковим діапазоном населення розподілялося таким чином: 23,7 % — особи молодші 18 років, 63,6 % — особи у віці 18—64 років, 12,7 % — особи у віці 65 років та старші. Медіана віку мешканця становила 36,7 року. На 100 осіб жіночої статі у переписній місцевості припадало 94,6 чоловіків; на 100 жінок у віці від 18 років та старших — 91,8 чоловіків також старших 18 років.
Середній дохід на одне домашнє господарство становив 59 202 долари США (медіана — 51 966), а середній дохід на одну сім'ю — 61 969 доларів (медіана — 53 759). Медіана доходів становила 35 456 доларів для чоловіків та 29 293 долари для жінок. За межею бідності перебувало 12,8 % осіб, у тому числі 23,0 % дітей у віці до 18 років та 8,1 % осіб у віці 65 років та старших.
Цивільне працевлаштоване населення становило 16 772 особи. Основні галузі зайнятості: мистецтво, розваги та відпочинок — 41,7 %, роздрібна торгівля — 13,2 %, науковці, спеціалісти, менеджери — 13,2 %.